# Bernhard Stöhr

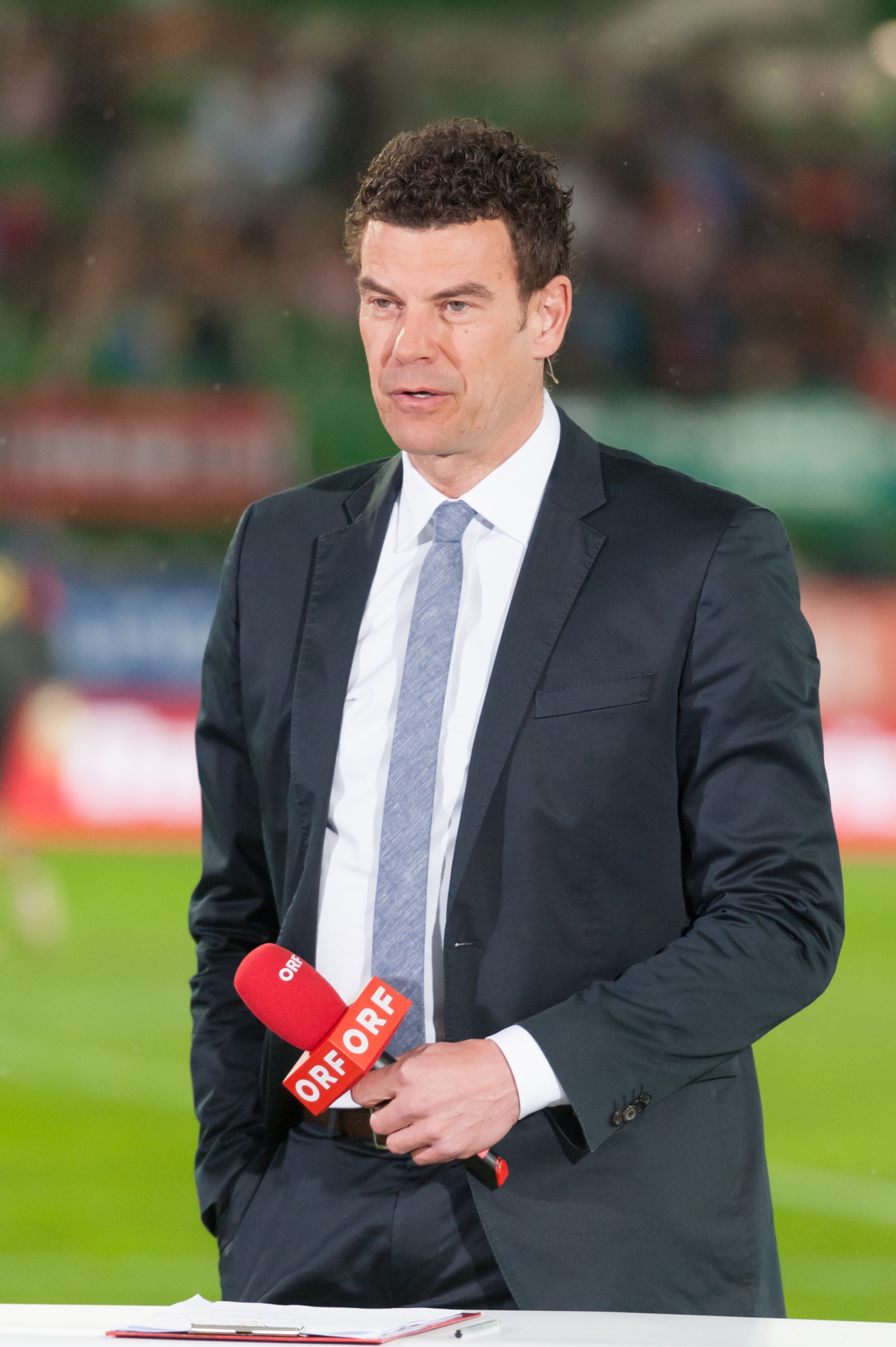
Bernhard Stöhr (2015)

Bernhard Stöhr (* 15. Dezember 1967 in Mödling) ist ein österreichischer Sportmoderator beim ORF.

## Leben und Karriere
Nach dem Studium der Rechtswissenschaften war Stöhr als Fotograf und Sportreporter bei den Niederösterreichischen Nachrichten im Einsatz. 1991 wurde Stöhr als Sport-Redakteur ins ORF-Landesstudio Niederösterreich geholt. Von 2001 bis 2003 war er Moderator der Bundesland-Sendung Niederösterreich heute. 2004 übersiedelte Stöhr in die ORF-TV-Sportredaktion als Moderator. Stöhr moderiert unter anderem den Ski-Weltcup, Sport aktuell, Sport am Sonntag, die österreichische Bundesliga, die UEFA Champions League und Großereignisse im Fußball wie Welt- und Europameisterschaften im ORF.